# سونی شرویر
سونی شرویر (انگلیسی: Sonny Shroyer؛ زادهٔ ۲۸ اوت ۱۹۳۵) هنرپیشه، خوانندگی اهل ایالات متحده آمریکا است.
از فیلم‌ها یا برنامه‌های تلویزیونی که وی در آن نقش داشته‌است می‌توان به فارست گامپ، دلال بیمه، آلیس، مرد شیرینی زنجفیلی، ریشه‌ها، طولانی‌ترین فاصله، مرد نان‌زنجبیلی، حرامزاده خارج از کارولینا و ترانه عاشقانه‌ای برای بابی لانگ اشاره کرد.